# Henry Crawford
Vous lisez un « article de qualité » labellisé en 2014.
Pour les articles homonymes, voir Crawford.
Henry Crawford est un des personnages de Mansfield Park, le roman de Jane Austen considéré comme le plus abouti, écrit en 1813 et publié en 1814. Sans être un personnage principal, car seule Fanny Price peut être qualifiée ainsi, il tient une place éminente dans l'intrigue : avec sa sœur Mary, il joue un rôle essentiel, car l'arrivée inattendue dans le paisible et rural Northamptonshire de ce couple de jeunes et élégants mondains, brillants mais sans moralité, va dangereusement perturber la vie calme et bien ordonnée de la famille Bertram.
Libertin libre-penseur, séduisant et amoral, il évolue habituellement dans une société londonienne aux mœurs relâchées, un monde d'apparences, de frivolité élégante et raffinée, de prétention et de bel esprit. Léger et vaniteux, il a constamment besoin de se faire aimer et admirer. Aussi joue-t-il avec les sentiments des deux sœurs, Maria et Julia Bertram, alors que Maria est déjà fiancée à James Rushworth, un voisin très fortuné. Après le mariage de cette dernière, il entreprend, pour passer le temps, de « faire un petit trou dans le cœur de Fanny Price », la petite cousine en résidence, timide et effacée, qui résiste à son charme, ne voyant en lui qu'un homme immoral et dangereux. Il en tombe finalement amoureux et la demande en mariage, ce qui satisfait tout le monde à Mansfield Park. Acteur consommé, toujours en représentation même quand il est parfaitement sérieux, il se croit sincèrement épris, ébauche mille projets pour la rendre heureuse, lui fait une cour pressante, dont Jane Austen détaille les diverses étapes. Mais Fanny ne se laisse pas séduire, et il cède à la tentation de reprendre ses habitudes galantes auprès de Maria, qui, insatisfaite par son mariage et toujours amoureuse de lui, crée le scandale en s'enfuyant avec lui. Il n'a cependant nulle intention de l'épouser après son divorce, regrettant amèrement d'avoir perdu Fanny.
Dans la galerie d'aimables vauriens plus ou moins débauchés créés par Jane Austen, à côté de Willoughby et de Wickham, Crawford est celui qui se rapproche le plus d'un véritable gentleman. Il en a les manières et le patrimoine foncier. En outre, il a su reconnaître la valeur de Fanny Price, n’est pas totalement dépourvu de sens moral et ressent quelquefois un certain malaise face au vide de sa vie. Mais, ayant été élevé par un oncle fêtard et sceptique, il ne songe qu’à profiter de toutes les jouissances immédiates que mettent à sa portée sa fortune et son rang social. Pourtant Jane Austen suggère que, s'il avait été plus patient et moins vaniteux, « s'il avait honnêtement persévéré, Fanny aurait pu être sa récompense, une récompense donnée de plein gré […] mais la tentation du plaisir immédiat était trop forte pour un esprit qui n'était pas habitué à sacrifier quoi que ce soit à ce qui est bien ».

## Genèse du personnage
Pour Roger Sales, Jane Austen se serait inspirée, pour créer ce personnage de dandy libertin, de Childe Harold, personnage éponyme du poème de Byron édité chez John Murray en 1812, et peut-être du célèbre Brummell.
Elle a aussi pu se souvenir du Dom Juan de Molière, personnage à la cruauté condamnable mais au charme irrésistible, dont elle écrit à Cassandra le 15 septembre 1813, après avoir assisté à une représentation de la pièce : « I must say that I have seen nobody on the stage who has been a more interesting character than that compound of cruelty and lust » (« je dois dire que je n'ai vu personne sur scène qui ait été un personnage plus intéressant que ce mélange de cruauté et de concupiscence »). Don Juan est d'ailleurs le prototype du Rake, personnage type du libertin cynique, séduisant et plein d'esprit dans la comédie de la Restauration anglaise.
D'autres critiques évoquent aussi, à propos de Henry et Mary Crawford, les deux roués des Liaisons dangereuses de Choderlos de Laclos, le vicomte de Valmont et la marquise de Merteuil, en particulier Warren Roberts, s'appuyant sur le fait que Jane Austen avait pu connaître le roman (paru en 1782) par sa cousine Eliza de Feuillide qui vécut en France de 1779 à 1790 et dont nombre de commentateurs s'accordent à supposer qu'elle est le modèle probable de Mary Crawford. Si Jane Austen ne lisait pas couramment le français, une première traduction en anglais du roman de Laclos était disponible dès 1784 et il en existe une par Thomas Moore, parue avant 1812.

## Arrivée des Crawford
Pour un article plus général, voir Mansfield Park.
Henry et Mary Crawford arrivent dans le Northamptonshire en juillet, alors que Sir Thomas, le sévère et rigide propriétaire de Mansfield Park, est absent depuis presque deux ans, que sa fille aînée, la belle et altière Maria Bertram, vient de se fiancer au benêt mais très riche James Rushworth et que Fanny Price entre dans sa dix-huitième année. L'intrusion de ces deux mondains dans ce petit monde patriarcal et conservateur est liée à la présence au presbytère de Mansfield du Dr Grant, installé deux ou trois ans plus tôt, ou plutôt de son aimable épouse qui est aussi leur demi-sœur, comme le précise la narratrice au chapitre IV du tome I.
Après les avoir présentés, elle explique rapidement ce qui amène ces jeunes Londoniens, tous deux riches et célibataires, dans ce calme comté rural : nés du second mariage de la mère de Mrs Grant, ils vivaient à Londres depuis la mort de leurs parents, chez un frère de leur père, l'amiral Crawford, qui adorait le garçon, alors que sa femme s'était entichée de la fille. Or elle venait de mourir, et l'amiral, présenté par la narratrice comme un jouisseur à « la conduite vicieuse », avait eu le mauvais goût d'installer sa maîtresse chez lui, obligeant la jeune Mary à se trouver un lieu de résidence plus respectable. Mrs Grant est heureuse de pouvoir accueillir maintenant sa demi-sœur, qu'elle n'a pratiquement pas vue depuis son mariage, et imagine déjà Mary, jolie et dotée de 20 000 £, épouser l'héritier de Mansfield Park, Tom Bertram.
Henry, qui n'a nulle intention de changer quoi que ce soit à ses habitudes et ses fréquentations, s'est juste proposé d'escorter sa sœur jusqu'à Mansfield, et s'est engagé à venir « dans l'heure » la rechercher, « dès qu'elle serait fatiguée de vivre à la campagne ». Or les jeunes Bertram, auxquels l'absence prolongée de leur père donne un sentiment de liberté, sont ravis de faire la connaissance de ces élégants nouveaux venus et d'ouvrir leur porte aux Crawford. Henry décide alors de prolonger son séjour, car « Mansfield promettait beaucoup et rien ne l'appelait ailleurs ».

## Portrait

### Aspect physique
Jane Austen ne donne jamais beaucoup de détails sur l'aspect physique de ses personnages, et ne précise pas l'âge des Crawford. Toutefois, le lecteur est prévenu que Mrs Grant, en les accueillant, est enchantée de voir que le frère et la sœur ont « un air très engageant » (very prepossessing appearance) : certes, Henry n'est pas beau, mais il a une physionomie agréable (air and countenance) et, comme Mary, des manières « gaies et pleines d'entrain » (lively and pleasant), ce qui crée en général un préjugé favorable : il ne lui en faut pas plus pour qu'elle « leur prête immédiatement tout le reste ». Pourtant Mary prévient sa sœur, qui reste persuadée que l'air de Mansfield saura soigner les miasmes londoniens, qu'il est un bourreau des cœurs, « un abominable coureur de jupons dont les leçons de l'amiral ont complètement gâté l'esprit », et qu'il vaut mieux l'éviter, si on ne veut pas avoir le cœur brisé.
Les demoiselles Bertram ont une première impression défavorable lorsqu'il leur est présenté parce qu'il n'est vraiment pas bel homme : il n'est pas très grand, à peine cinq pieds huit pouces, précise même Rushworth,, et a le teint un peu trop foncé. Maria et Julia le trouvent même franchement « noir et laid » (black and plain). Mais il a le don de susciter la confiance par ses manières gaies et charmeuses, son air agréable et ses belles dents, aussi révisent-elles rapidement leur jugement.

### Éléments de caractère
Henry Crawford est indépendant financièrement depuis un certain temps, car la mort de son père lui a donné, très jeune, la jouissance d'Everingham, un bon domaine dans le Norfolk qui rapporte 4 000 £, et il est habitué à beaucoup trop de liberté, son tuteur, l'amiral Crawford, lui-même sans moralité, lui ayant toujours libéralement laissé faire à peu près tout ce qu'il voulait (« Few fathers would have let me have my own way half so much »). Incapable de supporter le calme, il manifeste un goût immodéré pour le divertissement. Il ne tient pas en place, voyage, chasse beaucoup ; il a besoin de mouvement, de constantes distractions pour se sentir « vivant », aussi applaudit-il au projet de monter une pièce de théâtre durant l'été. Il est aussi un chaud partisan de l'improvement des propriétés de ses connaissances.
Il joue aussi volontiers avec les sentiments d'autrui, en particulier avec ceux de Maria, que « protège » officiellement son statut de fiancée.
Profondément égoïste, il n'a pas l'habitude de questionner ses motivations (Fanny Price sera la première à le faire réfléchir). Il ne s'intéresse aux gens que dans la mesure où ils peuvent divertir son esprit blasé.
Superficiel, inconséquent, il est moralement corrompu, et a les moyens financiers de faire de son bon plaisir sa seule loi. Habitué à jouer sur la grande scène de la vie londonienne, il lui est facile de se montrer parfait acteur dans le monde plutôt innocent et ingénu de Mansfield Park. Toujours en représentation, il est incapable d'être parfaitement sincère, car, se demande Tony Tanner, comment savoir ce que l'on ressent vraiment lorsqu'on est capable de simuler toutes sortes d'humeurs et de sentiments ?

## «The best actor of all»
« As far as [Fanny] could judge, Mr Crawford was considerably the best actor of all: he had more confidence than Edmund, more judgment than Tom, more talent and taste than Mr Yates. »
— Mansfield Park, I, XVIII

« Pour autant qu'elle pouvait en juger, Mr Crawford était de loin le meilleur acteur de tous : il avait plus d'assurance qu'Edmund, plus de jugement que Tom, plus de talent et de goût que Mr Yates. »

### Henry et Maria Bertram

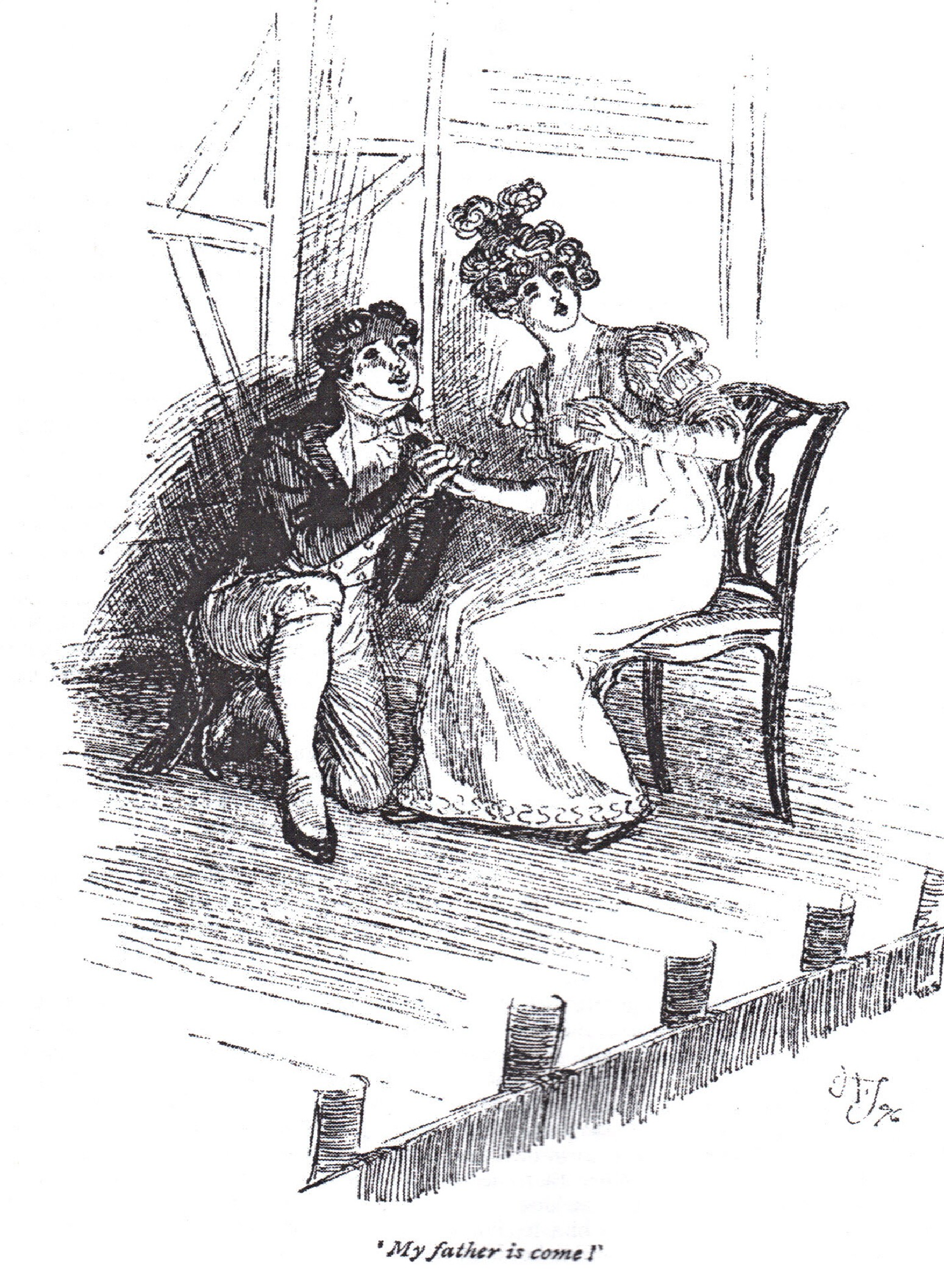
Les répétitions permettent à Henry de flirter en toute impunité avec Maria (Hugh Thomson, 1897).

Par la présence des sémillants Crawford et le comportement ambigu de Henry envers Maria et Julia Bertram, Mansfield Park devient une sorte de champ clos où s'affrontent les égoïsmes de chacun et se révèlent la jalousie latente et la rivalité larvée des deux sœurs. Seule la politesse empêche les conflits d'éclater au grand jour.
Mais Julia est une proie trop facile pour Henry Crawford. Il la courtise un peu, s'affiche avec elle ; c'est d'ailleurs ce qu'on attend de lui, puisque Maria, fiancée à Rushworth, est officiellement « hors jeu ». Mrs Grant, qui espère que Mansfield Park pourra soigner et guérir l'« infection » que les Crawford ont contracté dans la cité londonienne pervertie et corrompue, le verrait bien l'épouser. Prudent, il lui déclare n'avoir « nullement l'intention de risquer son bonheur dans la précipitation » (« I am of a cautious temper, and unwilling to risk my happiness in a hurry »). Il n'a aucunement l'intention de s'engager, aimant accumuler les conquêtes, surtout les conquêtes difficiles, forcément les plus glorieuses ; il ne se fait donc aucun scrupule de faire aussi une cour subtile à Maria, en présence du fiancé officiel, sans que personne, à part Fanny Price, ne s'en émeuve : Lady Bertram est trop indolente, Mrs Norris a trop peu de discernement moral, et les jeunes Bertram, qui ignorent à peu près tout des petits jeux pratiqués dans les salons londoniens, sont fascinés par l'élégance et la vitalité de Henry comme de Mary.

#### À Sotherton
Maria, de tempérament passionné et habituée à passer la première en tout, supporte difficilement de voir Julia courtisée et admirée davantage qu'elle. S'estimant protégée par son statut de fiancée, elle ne résiste pas aux sollicitations de Henry : au cours de la visite du parc de Sotherton, devant la grille et le saut-de-loup qui les séparent de la partie sauvage du parc où elle manifeste une envie irrépressible d'aller, elle lui confie ses sentiments de « contrainte » (restraint) et d'« épreuve » (hardship), avant de citer « d'un ton très expressif » un vers du poème de Laurence Sterne, A Sentimental Journey Through France and Italy (1768) : « ‘I cannot get out’ as the starling said » (« Je ne peux sortir, comme dit l'étourneau »), car elle ressent maintenant son mariage programmé avec Rushworth comme une menace d'emprisonnement. Il l'aide alors à franchir la grille, sans attendre Rushworth parti en chercher la clé, mais elle n'a pas compris qu'il n'a pas l'intention d'entendre sa demande informulée.

#### L'intermède théâtral
Lors de la distribution des rôles pour Lovers' Vows, il fait preuve d'une habileté diabolique, estime Vladimir Nabokov, « à s'imposer et à imposer Maria dans les rôles voulus », ceux de Frederick et sa mère, qui lui fourniront l'occasion de flirter impunément avec elle. Si Julia, qui en est aussi tombée amoureuse, est blessée de se voir rejetée et éprouve du ressentiment envers lui et de la jalousie envers sa sœur, Henry, pour qui le plaisir de jouer passe avant tout, est bientôt trop occupé par la pièce pour mener de front deux intrigues amoureuses et, après deux ou trois rebuffades de sa part, ne cherche pas à la reconquérir. Il voit même là une excellente occasion, dit la narratrice, « de mettre tranquillement fin à ce qui aurait pu faire naître avant longtemps une attente chez d'autres que Mrs Grant ». Son badinage poussé avec Maria au cours des répétitions n'est pour lui qu'un jeu qui ne tire pas à conséquence, mais elle, franchissant la fragile frontière entre le jeu théâtral et sa vie « réelle » se prend imprudemment à ce jeu, devient violemment éprise et, « plaçant de plus en plus d'espoirs en Crawford », espère lui forcer la main, répétant si souvent avec lui leur première scène que Rushworth recommence à éprouver la jalousie que leur comportement à Sotherton avait éveillée.
Au retour de Sir Thomas, à l'automne, l'intermède théâtral tourne court, mettant brutalement fin au marivaudage de Henry. Mansfield ne lui promettant plus rien d'intéressant, il s'éclipse rapidement, pressé de rejoindre son oncle à Bath, saluant juste Maria « d'un ton un peu plus doux et d'expressions de regret un peu plus appuyées » que pour les autres (« with only a softened air and stronger expressions of regret »), alors qu'elle attendait désespérément qu'il vienne se déclarer pour pouvoir rompre ses fiançailles.

### Henry et Fanny Price

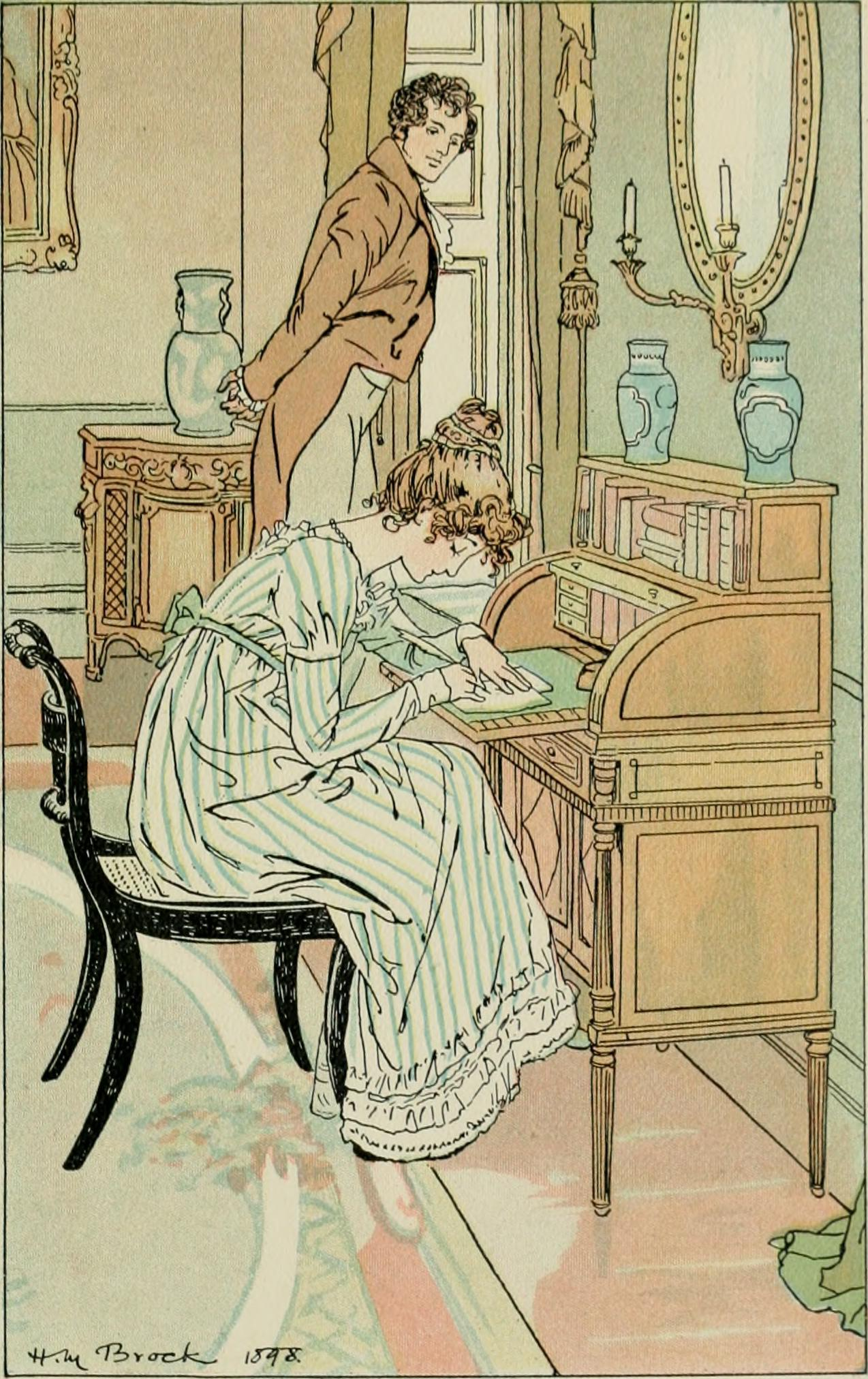
Amoureux, Henry admire la patience et la disponibilité de Fanny (H.M.Brock, 1888).

#### Le séducteur séduit
Henry revient de Bath au début de l'hiver pour voir ses sœurs. Les Rushworth, mariés en novembre, sont partis, emmenant Julia avec eux, aussi Fanny Price, désormais seule demoiselle de la maison, a-t-elle pris une place plus importante dans le groupe familial. Il arrive au presbytère le jour où elle y est invitée pour la première fois. Il la trouve charmante, engage gentiment la conversation avec elle, mais, lorsqu'il évoque, avec une certaine nostalgie, le « plaisir exquis » et le « bonheur » du temps des répétitions théâtrales de l'été, il est surpris de la sévérité de sa désapprobation. Qu'elle semble insensible à son charme résonne pour lui comme un défi. Il décide donc, pour occuper le temps qu'il ne passera pas à chasser, de s'amuser à « faire un petit trou dans le cœur de Fanny Price ». Très égoïstement, il veut juste l'obliger « à penser comme [lui], s'intéresser à toutes [ses] occupations et tous [ses] plaisirs » (« to think as I think, be interested in all my possessions and pleasures »), mais sans succès.
Habitué aux victoires faciles, il est surpris par la nouveauté de la situation et, par vanité, se prend au jeu. Pour l'apprivoiser, comme elle refuse obstinément toute forme de badinage, il va être amené à agir avec une certaine délicatesse, car il se rend compte qu'« elle n'est pas comme ses cousines ». Il l'observe, l'admire, en tombe finalement amoureux, sans qu'on sache vraiment ce qui domine chez lui, l'admiration qu'il éprouve pour sa personnalité ou son désir de triompher de sa résistance. Il pense la gagner définitivement en jouant de son affection pour son frère, pour lequel il obtient de son oncle amiral cette promotion au grade de lieutenant que William se désespérait de jamais obtenir.
Henry se croit sincèrement épris ; il s'irrite de voir avec quel manque de considération Fanny est traitée par ses tantes, ébauche mille projets pour la rendre heureuse, refuse de se laisser décourager par son refus. Au contraire, désireux d'assouvir cette nouvelle passion, il ne tient pas compte de ses réticences, ou plutôt cherche à les combattre, et se montre même particulièrement insistant.
Il sait qu'elle a mauvaise opinion de lui, à cause de son comportement passé avec ses cousines, et veut croire qu'il est capable, par amour pour elle, de se réformer, comme il le lui dit, dans un discours vibrant de sincérité, avant de quitter Mansfield Park :  « My conduct shall speak for me ; absence, distance, time shall speak for me. They shall prove, that as far as you can be deserved by any body, I do deserve you. » (« Ma conduite parlera pour moi : l'absence, la distance, le temps parleront pour moi. Ce sont eux qui prouveront que, pour autant que quelqu'un puisse être digne de vous, moi, je le suis »).
Il est déterminé à l'épouser, maintenant qu'il est conscient de « sa perfection » : son intelligence, sa haute moralité et ses nombreuses qualités ; ce projet satisfait tout le monde à Mansfield Park, car c'est une promotion sociale inespérée pour Fanny. Sir Thomas souhaite cette union, si profitable financièrement pour sa nièce, pour les mêmes considérations mercenaires qui l'ont incité à laisser Maria épouser le riche et sot Rushworth, mais Henry lui paraît un parti plus qu'honorable, puisqu'il lui aurait volontiers donné Julia. Edmund, qui considère Henry comme un ami et voit dans cette union un moyen de le rapprocher de Mary, dont il est amoureux, cherche à la persuader qu'elle sera heureuse avec lui et l'aidera à progresser moralement, inconscient des efforts épuisants que lui demande sa résistance passive et Mary, avec un cynisme inconscient, se réjouit qu'elle ait pu s'attacher son libertin de frère, qui « aime inspirer un peu d'amour aux filles », mais « vous aimera toujours ou presque, dans la mesure du possible » (« he […] will love you as nearly for ever as possible »).

#### Visite à Portsmouth

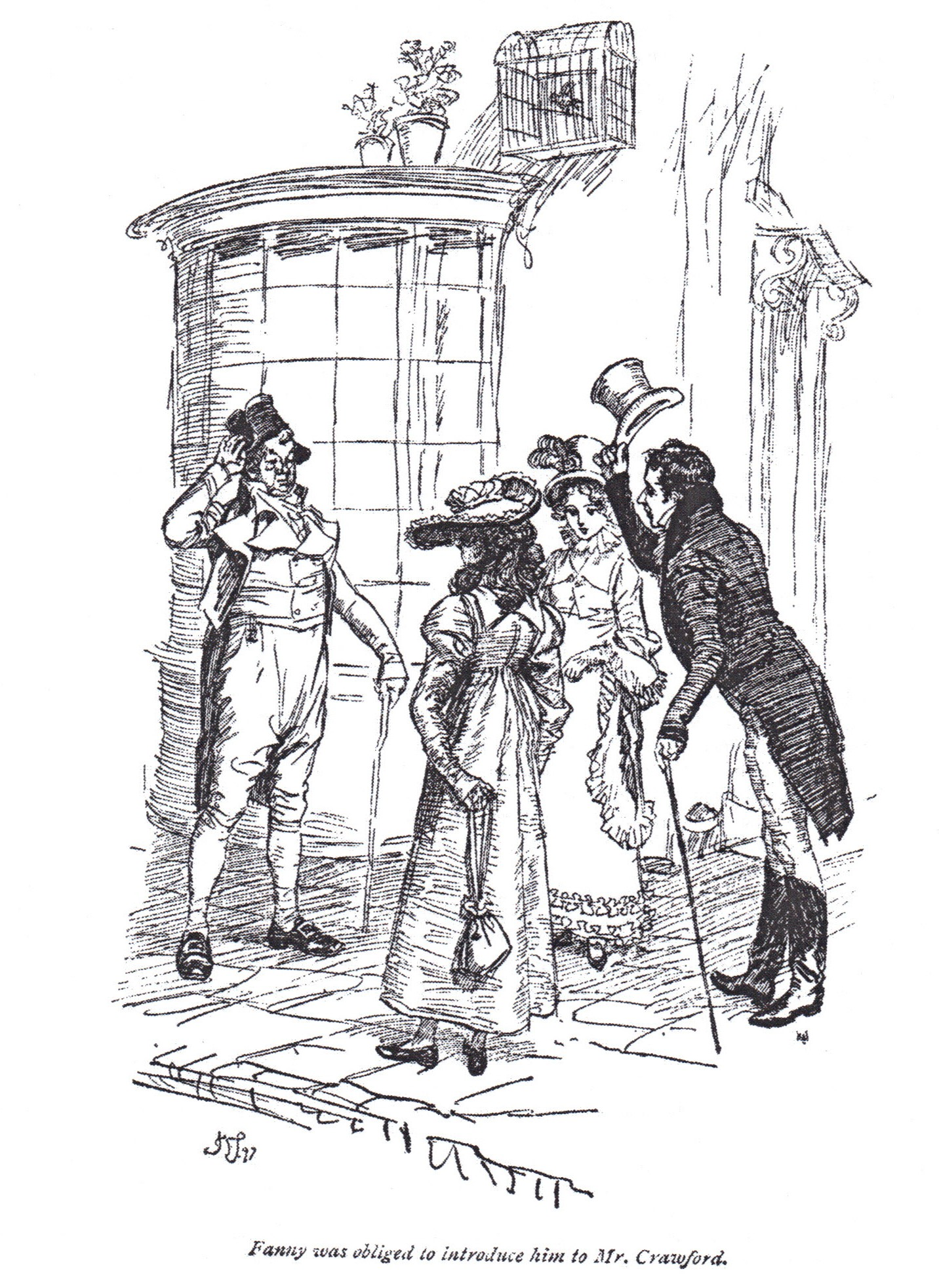
Crawford se conduit avec un tact parfait avec les Price (Hugh Thomson, 1897).

Ce n'est qu'à Portsmouth où il rend, de son propre chef, visite à Fanny, que son oncle a renvoyée dans sa famille dans l'espoir de la faire plier, qu'il apparaît sous un jour des plus sympathiques, plein de délicatesse envers elle et sa sœur Susan, parfaitement poli envers les parents, allant jusqu'à refuser avec tact de manger chez les Price, devinant combien elle en serait gênée. Il se montre là dans son meilleur rôle : non seulement il apporte à la pauvre « exilée » une bouffée d'air de Mansfield Park, mais il gagne son cœur en lui parlant des améliorations apportées à Everingham et du souci qu'il a pris des pauvres gens de son domaine. Bouleversé par l'altération de sa santé et la pauvreté de son environnement familial, il se dit prêt à la ramener à Mansfield Park dès qu'elle en manifestera le désir.
Après son départ, Fanny, réfléchissant à son comportement durant les deux jours de sa visite, en arrive à croire qu'il est vraiment en train de se réformer, qu'il l'aime vraiment, et même à se figurer (to fancy, dit la narratrice) qu'il s'agit là d'une affection hors du commun (« She had begun to think he really loved her, and to fancy his affection for her something more than common »). Elle se prend de même à « imaginer avec beaucoup de plaisir » (fancy […] most pleasantly) tout ce qu'elle aurait pu faire pour sa sœur Susan, « si elle avait pu répondre à ses sentiments » : elle aurait eu un foyer où l'accueillir, car elle pensait Henry assez aimable pour permettre à Susan, qu'elle serait soulagée de ne pas laisser végéter à Portsmouth, de la rejoindre. Aussi l'annonce dans le journal du « matrimonial fracas » qui implique « Mr R. de Wimpole Street » la plonge-t-elle dans la stupeur et l'horreur.

#### Tentation londonienne
Lorsque Henry quitte Portsmouth, toujours décidé à épouser Fanny, il compte aller dans sa propriété du Norfolk, mais il s'arrête à Londres et se laisse entraîner, par « curiosité », à une soirée à laquelle doivent participer les Rushworth qu'il n'a pas revus depuis leur mariage.
Ayant épousé par orgueil et dépit, devant la dérobade de Henry, un sot qu'elle méprise, ulcérée en outre qu'il lui ait préféré Fanny, Maria lui bat froid. Sa vanité de séducteur mondain en est humiliée : au lieu de se le tenir pour dit, il passe immédiatement à l'attaque, retrouvant ses anciennes habitudes, ou plutôt, comme dit Tony Tanner, revenant à sa vraie personnalité, « sans se sentir aucunement coupable en pensée d'infidélité » envers Fanny, puisqu'il n'éprouve pas de véritables sentiments pour Maria (He was entangled by his own vanity, with as little excuse of love as possible, and without the smallest inconstancy of mind towards her cousin) ; et il persévère jusqu'à rétablir le commerce amoureux qu'ils pratiquaient à Mansfield Park. Mais à elle, cela ne suffit plus. Profitant de l'absence de son mari parti chercher sa mère à Bath, elle se laisse emporter par la folle passion qu'il a imprudemment réveillée et l'oblige à s'enfuir avec elle« parce qu'il ne pouvait faire autrement ».
Mais si, à la fin du récit, tous les deux sont déchus, victimes en quelque sorte de l'éducation moralement défectueuse qu'ils ont reçue, elle seule subira la lourde condamnation sociale réservée par le double standard aux femmes adultères : le divorce et le bannissement familial, tandis qu'il ne sera condamné par la narratrice qu'à remâcher le regret d'avoir, par sa faute, « perdu la femme qu'il avait aimée rationnellement aussi bien que passionnément ».

## Traitement littéraire

### Un personnage brillant, superficiel et dangereux
Dans tous ses romans, Jane Austen met des personnalités négatives mais brillantes en rivalité avec ses personnages principaux. Henry Crawford, créé dans ses années de maturité, est le plus abouti de ces personnages de mauvais garçons, et celui qui tient le plus de place dans la diégèse : il joue en particulier un rôle essentiel dans le tome II, où il mène brillamment le jeu.
Si elle en fait un personnage dangereux et moralement condamnable, elle est loin d'en faire un parfait scélérat. Il est intelligent, capable de réflexion, de générosité et de sens moral. Elle le dote aussi, comme sa sœur, de manières extrêmement plaisantes et agréables. Il séduit par son enthousiasme, sa vivacité, son adresse à se mettre au diapason de ses interlocuteurs, sa facilité à nouer des contacts.
Mais les Crawford ont été élevés à Londres, qui incarne en général, dans son œuvre, un monde frivole et snob, égoïste et superficiel, où la politesse, la courtoisie et les belles manières masquent la sécheresse de cœur et l'absence de sens moral. En 1796 déjà, elle écrivait, avec une ironie qui ne masque pas sa méfiance, au cours d'un de ses séjours londoniens : « Here I am once more in this scene of dissipation and vice and I begin already to find my morals corrupted » (« Me voilà une fois encore ici dans ce lieu de dissipation et de vice, et je constate que mes mœurs commencent déjà à se corrompre »). Pour bien montrer leur dangerosité, Jane Austen file une métaphore médicale : par leur longue immersion dans la société londonienne élégante et amorale, les Crawford ont été « gâtés » et subtilement « corrompus » : cyniques, matérialistes et hédonistes, ils vont rapidement « contaminer » le microcosme de Mansfield, qui se montrera incapable de les guérir.

#### Séducteur

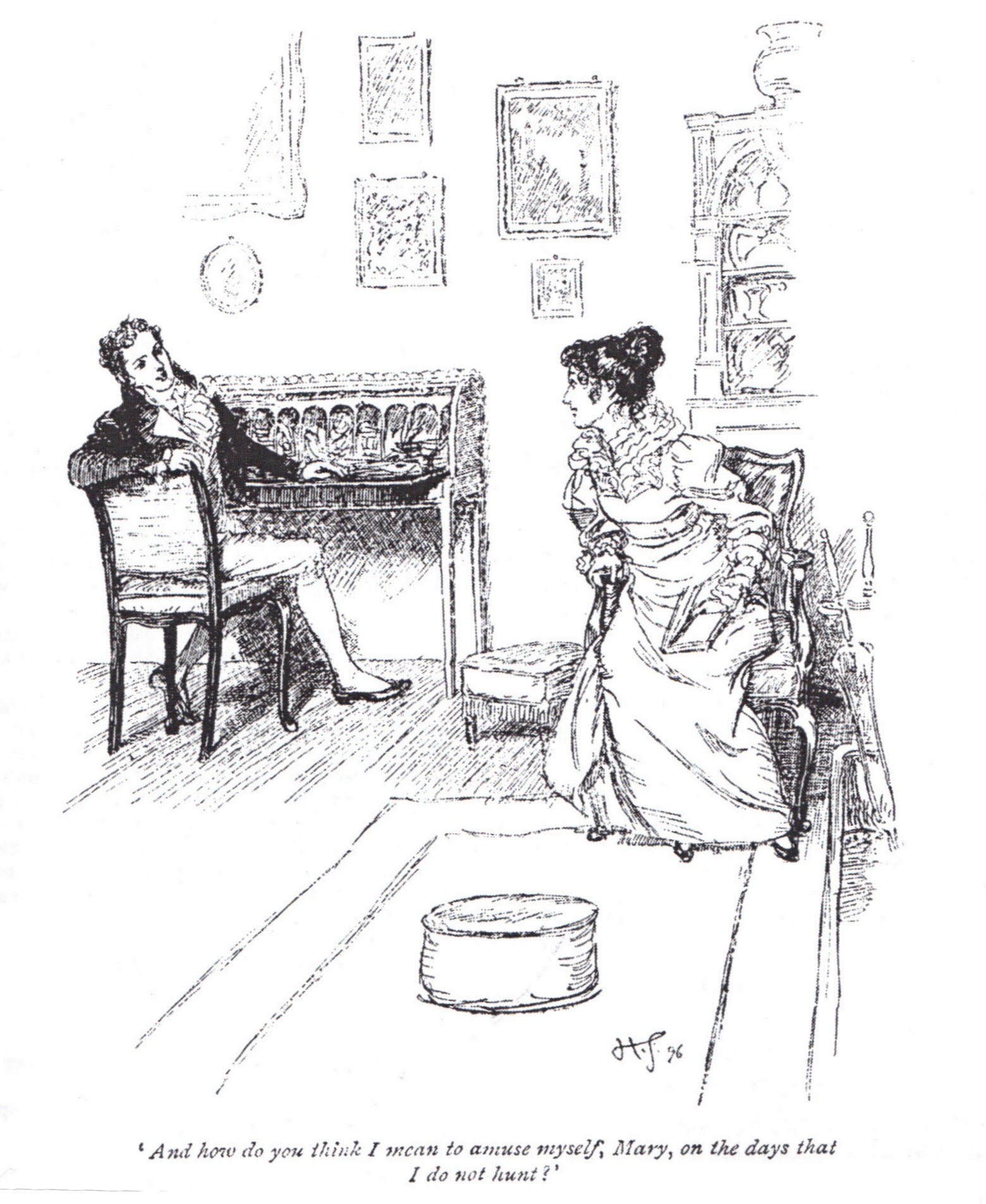
Henry annonce à sa sœur qu'il se propose de séduire Fanny Price (Hugh Thomson, 1897).

La présence côte à côte de Henry Crawford et d'Edmund Bertram comme prétendants au cœur de l'héroïne (comme Willoughby et Brandon dans Raison et Sentiments, Wickham et Darcy dans Orgueil et Préjugés) ne signifie pas une opposition simpliste entre l'amour-passion et l'amour rationnel, le premier étant observé avec suspicion et l'autre considéré avec bienveillance. Ayant en vue le bonheur de son héroïne dans un mariage « judicieux », Jane Austen présente le séducteur comme une tentation possible mais dangereuse, une tentation particulièrement diabolique dans le cas particulier de Fanny Price, puisque épouser Henry Crawford entraînerait son éloignement du « paradis terrestre » qu'est Mansfield Park. Jane Austen laisse le rôle de l'Ève pécheresse chassée du Paradis à Maria Bertram, l'épouse infidèle et, dans une moindre mesure à Mary Crawford, à la moralité trop flexible et dont la réaction indulgente et cynique à la conduite scandaleuse de son frère va finalement dessiller les yeux d'Edmund. Les aventures de la femme séduite n'intéressent pas la narratrice : les relations adultères de Mrs Rushworth et Mr Crawford se passent en coulisse et le lecteur n'en a connaissance, comme Fanny, qu'indirectement.
En revanche, « sa » Fanny, par sa position en retrait, est une jeune fille beaucoup plus observatrice que Marianne Dashwood ou Elizabeth Bennet, capable de voir le danger derrière le charme et les belles manières. La narration, d'ailleurs, privilégie la vision de Fanny, dont les réflexions se confondent souvent avec les remarques de la narratrice, et qui voit bien que Crawford, en acteur consommé, se joue à lui-même la comédie du soupirant sincère et loyal.
Jane Austen en fait un être à l'énergie conquérante : un chasseur, un prédateur. Son nom lui-même évoque l'appétit d'un rapace : craw signifie jabot. Dès qu'il revoit Fanny, à son retour de Bath, il commence une entreprise de séduction extrêmement subtile dont Jane Austen détaille les étapes, bien plus que pour n'importe quel autre de ses personnages masculins. Il s'installe au presbytère de Mansfield et fait venir ses chevaux de chasse. L'expression the hunting season (saison de la chasse), qu'il utilise lui-même plus tard, est à prendre aussi au sens figuré : se disant « trop vieux maintenant pour sortir plus de trois fois par semaine », il se propose, pour occuper « les journées intermédiaires », de « faire un petit trou dans le cœur de Fanny Price ». Quand il en tombe vraiment amoureux, piqué par ses dérobades, il la pourchasse avidement, comme une proie. Il aura le même comportement prédateur lorsque, voulant triompher du ressentiment de Mrs Rushworth, il mènera son « attaque ».
Jane Austen en fait aussi un esthète, lui octroyant une politesse, une finesse d'esprit, une forme de désinvolture, une morale laxiste, un raffinement mondain très « français », donc suspects d'un jacobinisme inacceptable, tandis que le héros « positif » bénéficie de qualités « anglaises » : pondération, sérieux, attitude directe et franche et surtout aptitude à la constance. De son point de vue, un Wickham, un Willoughby, un Crawford, voire un Frank Churchill, avec la grâce trompeuse de leurs manières et cette amabilité engageante que Lord Chesterfield conseille, dans ses Lettres à son fils, de cultiver pour réussir dans la bonne société, peuvent, pendant un temps, offrir l'image d'une séduction irrésistible, mais pas pendant une vie entière.

#### «Improver»

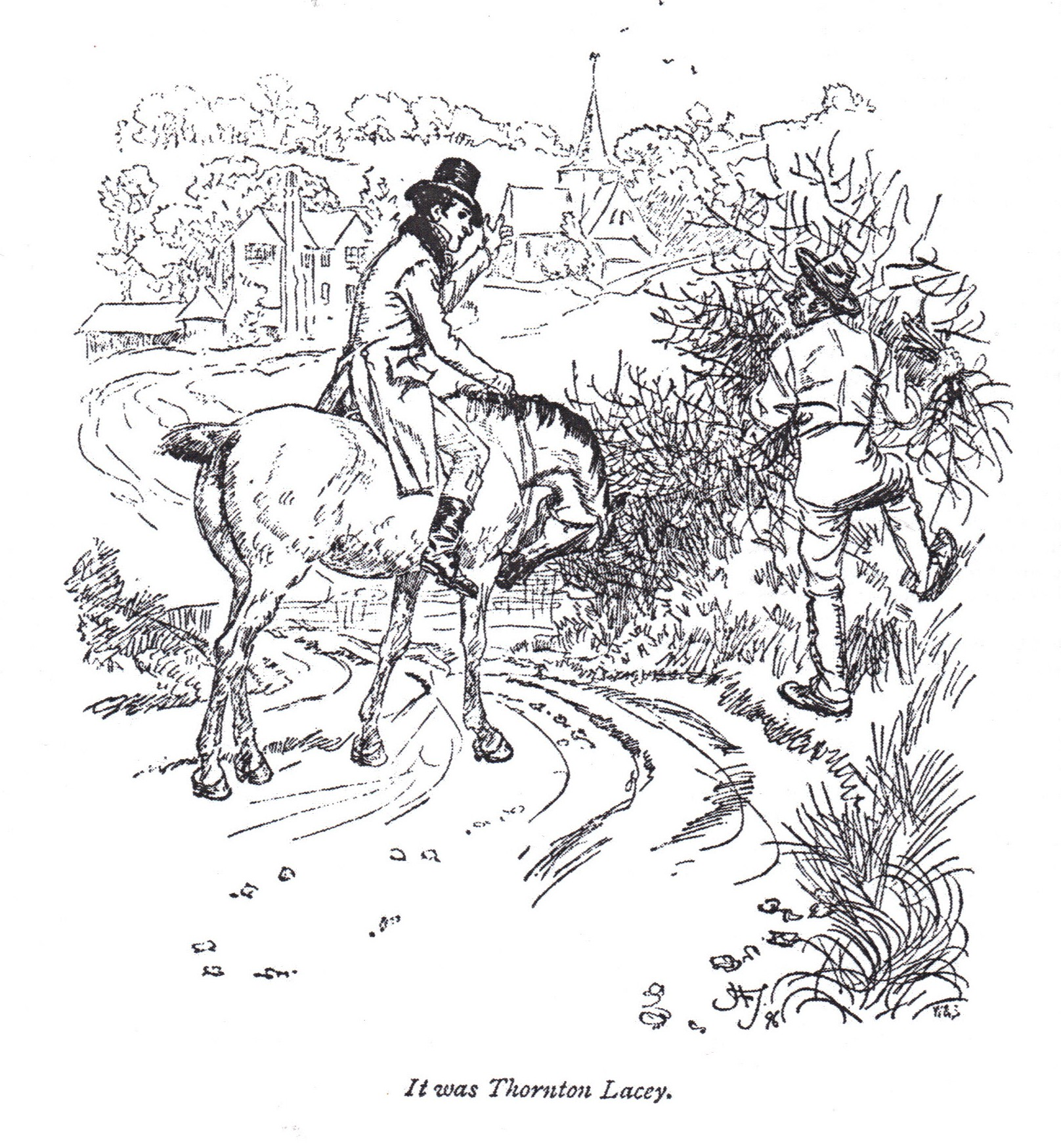
Ayant vu Thornton Lacey, Henry propose d'en remanier profondément le presbytère.

Henry cependant n'est pas juste un séducteur, un simple émule de Don Juan ou de Lovelace. Jane Austen fait de lui le Séducteur, le Tentateur, à l'image du Satan du Paradis perdu de Milton qui a l'ambition de « faire du Ciel un Enfer et de l'Enfer un Ciel ». Pour Reera Sahney, Mansfield Park - dans lequel le domaine de la famille Bertram est le paradis dont Sir Thomas est le dieu, Fanny Price l'Abdiel et les Crawford les suppôts de Satan - est une sorte d'allégorie de la Régence, période de transition particulièrement rapide entre une société traditionnelle rurale, considérée positivement, et une société « moderne » urbaine et industrielle, jugée avec suspicion.
Henry ne se contente pas d'user de son charme pour séduire toute jolie femme à sa portée, il exerce sur tous les personnages son goût « forcené » du changement, au point de mettre en danger la santé morale de Mansfield. Comme sa sœur, il montre combien peu il se soucie d'ordre, de principes, de stabilité. Ils n'aiment rien tant que la nouveauté, prônent allègrement la transgression des valeurs traditionnelles et bousculent hardiment l'establisment. Sous son influence, Maria Bertram voit s'altérer ses principes, comme en témoignent ses remarques d'ordre esthétique sur le village qu'il faut traverser pour rejoindre Sotherton : « Those cottages are really a disgrace » (« Ces chaumières sont vraiment une horreur »), ou la facilité avec laquelle elle succombe à la tentation de la transgression en franchissant la grille fermée à clé de la partie sauvage du parc, lorsqu'il suggère que « cela pourrait se faire si vous souhaitiez vraiment disposer de plus de liberté et vous autorisiez à penser que ce n'est pas interdit » (« I think it might be done, if you really wished to be more at large, and could allow yourself to think it not prohibited »). Et même chez Edmund le sens du devoir s'émousse, puisqu'il accepte de jouer le rôle d'Anhalt, le clergyman amoureux, arguant que cela « reste un mal, mais moindre que s'il ne faisait rien » et de se joindre, avec un regard « plein de confiance affectueuse en sa gentillesse », à Henry et aux autres qui insistent pour que Fanny leur donne la réplique quand Mrs Grant déclare forfait.
En malmenant constamment le statu quo, Henry se montre adepte de l'improvement, ce vent du changement considéré par l'auteur comme un « mauvais vent »,. Pour jouer Lovers' Vows, on investit, en son absence, le cabinet de travail de Sir Thomas, le sanctuaire du maître de maison, le transformant en « foyer pour les acteurs » en déplaçant la bibliothèque qui condamne les portes de la salle de billard choisie pour y installer le théâtre, ce qui correspond à une sorte de profanation. Henry tente même, avec perversité, d'imprimer sa marque sur les lieux et les objets. Au cours d'une soirée chez les Grant au presbytère, il propose de porter atteinte à l'essence même du presbytère de Thornton Lacey, en le détournant de sa fonction utilitaire pour lui donner l'air d'une véritable gentilhommière, « la résidence élégante, modernisée et occasionnelle d'un homme financièrement indépendant » dont rêve Mary, ou plus subversif, en le louant, pour y résider lui-même à la saison de la chasse, n'imaginant pas qu'Edmund envisage d'y résider.

#### Être ou paraître

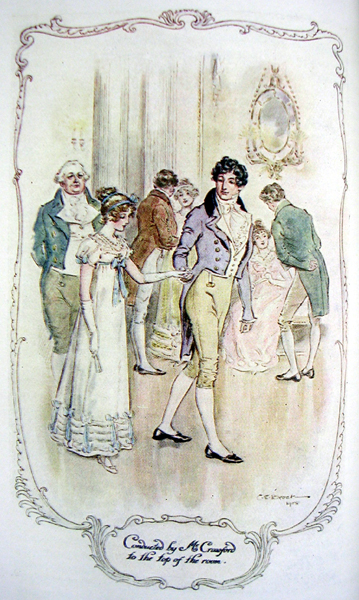
En ouvrant le bal avec Fanny, Henry se pose en prétendant sérieux (C. E. Brock, 1908).

Henry Crawford est présenté comme un acteur accompli, qui joue même quand il est parfaitement sérieux. Le « monde », dans lequel il évolue habituellement, est un théâtre où chacun se met en scène. La vie londonienne sous la Régence est extrêmement brillante : un étalage de richesse, de frivolité élégante et raffinée, de prétention et de bel esprit, résumé dans le terme dandysme dont le représentant le plus emblématique est Beau Brummell. En permettant la présence du fashionable Henry Crawford à Mansfield Park, Jane Austen confronte ce mondain frivole, parfait représentant des « valeurs » de la Régence, avec un monde de valeurs morales, représentées par Edmund Bertram et Fanny Price, et celui, bien réel, de la guerre qu'affronte William Price sur la mer, et dont l'écho sera plus visible dans l'épisode de Portsmouth.
C'est son implication dans la pièce de théâtre Lovers' Vows qui permet à Henry de développer son premier rôle, celui d'amoureux de Maria. Il y joue le rôle d'un soldat, Frederick, le fils illégitime d'Agatha Friburg (dont il a insisté pour que le rôle soit confié à Maria), qui retrouve sa mère en revenant de guerre. Ensuite, dans son personnage d'amoureux de Fanny, la narratrice le confronte à deux modèles, les « deux personnes les plus chères à son cœur », son frère William et son cousin Edmund.

##### Henry et Edmund
Pour la narratrice, comme pour l'héroïne, il n'y a pas de rivalité possible ; Edmund est le parfait héritier des valeurs de Mansfield. Il est honnête, sincère, pondéré, sérieux, franc, loyal, mais il est faillible. Comme les autres membres de la famille Bertram, en l'absence de Sir Thomas, il se laisse tromper par la séduction superficielle des Crawford, et troubler par la vivacité et le charme de Mary, au point de ne plus voir ses défauts et d'envisager de demander sa main. Il n'a pas conscience du danger moral qu'ils courent tous à fréquenter des personnes que Londres a perverties et qui se révèleront, sous leur vernis de gens du monde, égoïstes et sans principes.
C'est à travers deux épisodes symboliques, celui du collier et de la croix d'ambre et celui du jeu de cartes si bien nommé Speculation que Jane Austen montre la rouerie de Henry et où va la fidélité de Fanny, préparant en quelque sorte le dénouement. Fanny, qui a très vite compris les règles de ce jeu, résiste aux suggestions insistantes de Henry qui veut « aiguiser sa cupidité et endurcir son cœur » (sharpen her avarice and harden her heart), au grand amusement d'Edmund qui a deviné qu'elle préfèrerait laisser gagner son frère (« “Fanny had much rather it were William’s,” said Edmund, smiling at her »). Henry, qui joue très bien, donne des conseils aux autres joueurs, avec la même douceur persuasive qu'il emploie à se mêler de la vie des autres.
Pour le bal organisé en son honneur, il oblige Fanny, de façon assez machiavélique, à accepter le collier qu'il a acheté pour elle (officiellement un cadeau de Mary). C'est un véritable cadeau empoisonné, puisqu'il enchaîne symboliquement Fanny. Edmund, n'y voyant qu'un geste de générosité et de pure amitié de Mary, la supplie de le porter (comme il cherchera à la persuader que Henry fera un bon mari pour elle). Elle s'y résoudra, mais seulement après avoir mis autour de son cou la sobre chaîne d'or qu'il lui a donnée pour la croix d'ambre offerte par son frère, ouvrant le bal qui la fait entrer officiellement dans le monde en portant discrètement sur son cœur, comme des talismans protecteurs, les cadeaux des deux êtres qu'elle aime le plus.

##### HenryversusWilliam
Henry commence par admirer le jeune homme qui a déjà passé sept ans à affronter les dangers de la guerre en mer et « à moins de vingt ans, a déjà traversé de grandes épreuves physiques et donné tant de preuves de son intelligence ». « Son cœur s'échauffe et son imagination s'enflamme » à évoquer la « gloire » que confèrent « l'héroïsme, l'utilité, l'exercice, l'endurance » qui, par contraste, lui font un peu honte de sa vie de plaisirs et de luxe : « His heart was warmed, his fancy fired [...] The glory of heroism, of usefulness, of exertion, of endurance, made his own habits of selfish indulgence appear in shameful contrast ». Un bref instant, il éprouve même l'envie d'être à sa place, d'être capable de se distinguer et de bâtir sa fortune et sa situation avec une joyeuse ardeur et l'estime de soi : « he wished he had been a William Price, distinguishing himself and working his way to fortune and consequence with so much self–respect and happy ardour, instead of what he was! ». Mais cela reste de l'ordre du vague regret, de l'irréel du passé (he wished he had been), voire du fantasme : « he longed to have been at sea » : il se languissait de s'être embarqué, d'avoir vu et agi et souffert comme lui.
Mais, souligne avec ironie la narratrice, « ce souhait fut plus fervent que durable » (« The wish was rather eager than lasting ») car il apprécie le confort de sa situation actuelle (« he found it was as well to be a man of fortune »), qui « lui donnait le moyen de dispenser un bienfait là où il souhaitait le faire » : il se montre grand seigneur, en prêtant à William, « avec la plus grande cordialité », une monture de valeur pour la durée de son séjour dans le Northamptonshire, puis prouve la sincérité de l'amitié qu'il lui porte en jouant le deus ex machina qui lui fait franchir le verrou qui bloquait sa carrière,. Mais l'expression utilisée par la narratrice  where he wished to oblige (là où il souhaitait « obliger ») est ambiguë, « obliger » signifiant faire plaisir et contraindre. La générosité de Henry envers William n'est ni gratuite ni altruiste, elle est plutôt un moyen de piéger Fanny : il s'en arroge tout le crédit et fait d'elle sa débitrice :

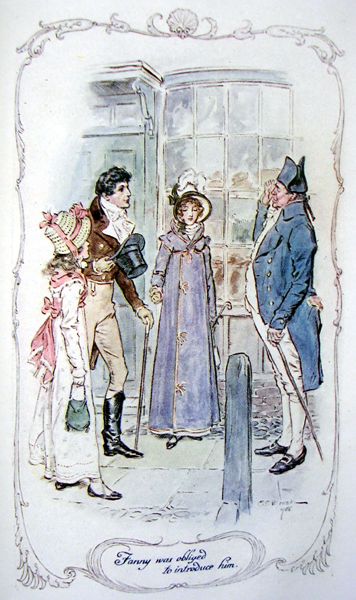
À Portsmouth, Henry Crawford se montre sous son meilleur jour (C. E. Brock, 1908).

##### Un Crawford nouveau
Plus tard, il « transporte ses dons d'acteur à Portsmouth », où il s'adapte à la situation sociale et au comportement des Price avec une « habileté de caméléon ».
Il se convainc lui-même de ses mérites et arrive presque à en convaincre Fanny, tant par son attitude à l'égard de sa famille qu'en lui racontant avec force détails, « dans le but d'avoir son approbation », ce qu'il est allé faire dans son domaine lorsqu'il a quitté Mansfield Park. Les termes utilisés par la narratrice : « He was now able to congratulate himself upon it » (Il pouvait s'en féliciter), « he had secured agreeable recollections for his own mind » (il s'était assuré d'agréables souvenir à se rappeler) soulignent sa satisfaction à se montrer dans ce rôle, nouveau pour lui, de bon propriétaire. Mais aussi qu'il le joue à l'intention de Fanny : « This was aimed, and well aimed, at Fanny » (tout cela avait Fanny pour cible, et c'était bien visé). Pour elle, en effet, « il a agi comme il devait le faire » (« he had been acting as he ought to do »), mais le choix du verbe ambigu « to act », qu'utilise Fanny (en discours indirect libre) montre qu'elle reste persuadée qu'il joue, probablement inconsciemment, le rôle du soupirant dévoué.

### Un autre dénouement?
Et pourtant Jane Austen a doté Henry Crawford de qualités qui auraient pu, si les circonstances et son comportement avaient été différents, en faire un mari tout à fait convenable pour Fanny.

#### Une fin souhaitée ou espérée
Sa sœur Cassandra, sa nièce Fanny Knight, et probablement nombre de lecteurs modernes, auraient souhaité ce dénouement romanesque.
Jane écrit à sa sœur, le 2 mars 1814, que son frère Henry, qui lisait le roman avant sa publication, manifestait beaucoup de sympathie envers Henry Crawford, mais elle précise, le 5 mars, qu'en lisant le tome 3, il a « maintenant changé d'avis dans sa prévision de la fin » (he has now changed his mind as to foreseeing the end) et qu'« il défiait quiconque de dire si Henry se réformerait ou oublierait Fanny en une quinzaine ».
Mais laisser réussir Henry, cet homme « à l'esprit corrompu », qui « ne peut rien sentir comme il le devrait », ne convenait pas à son propos. Dans son roman, elle permet au monde de Mansfield de triompher, mais elle a bien conscience que la société qu'elle connaît est en pleine transformation et que l'avenir appartient à Londres, ses mondains et ses fausses valeurs : l'ambition, l'égoïsme, la cruauté, le mensonge.

#### Un dénouement différent suggéré
Alors que dans les autres romans de Jane Austen le lecteur n'a que peu de doutes sur la personne qui mérite d'épouser l'héroïne et obtiendra sa main (la question étant plutôt le moment où seront aplanies toutes les difficultés qui empêchent l'heureux dénouement), dans Mansfield Park la narration suggère que Henry aurait pu épouser Fanny.

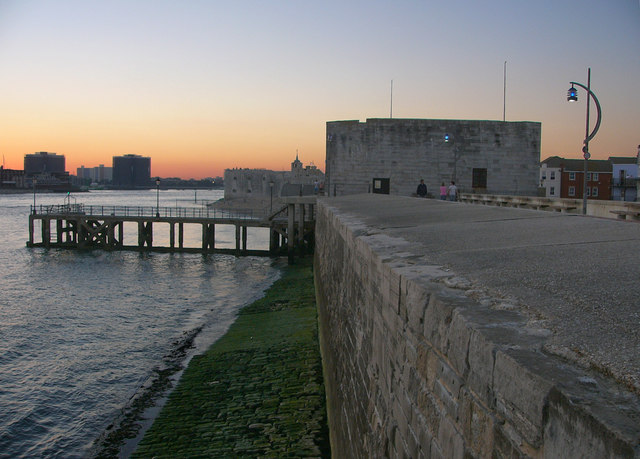
Les remparts de Portsmouth, lieu habituel des promenades dominicales des Price.

Fanny insiste bien sur l'impossibilité pour elle d'aimer Henry (même si elle n'avait pas le cœur déjà pris), mais la narratrice la montre plusieurs fois forcée d'admirer le personnage : il s'est montré si serviable envers William et il lit si bien Shakespeare… À Portsmouth, il fait preuve d'une « merveilleuse amélioration » (wonderful improvement). Il se montre plein de délicatesse, discret, sensible et attentif. Une comparaison avec les progrès de Darcy  permet d'envisager un dénouement analogue à celui d'Orgueil et Préjugés.
Ainsi, lorsqu'ils se promènent sur les remparts de Portsmouth, Jane Austen présente une scène presqu'idyllique d'entente entre eux, une scène qui bénéficie, ce qui est assez exceptionnel, donc toujours significatif chez elle, d'une description poétique du paysage, « avec les teintes sans cesse changeantes de la mer maintenant à marée haute, dansant d'allégresse et se brisant avec un son si beau  contre les remparts » (« with the ever-varying hues of the sea now at high water, dancing in its glee and dashing against the ramparts with so fine a sound ») : par un beau dimanche printanier, Fanny marche à côté de Henry, lui donnant le bras, tous deux charmés par le panorama maritime et elle « oubliant presque les circonstances dans lesquelles elle ressentait ce charme », partageant avec lui « les mêmes émotions et le même goût » ; aussi, « compte tenu du fait qu'il n'était pas Edmund, était-elle forcée d'admettre qu'il était tout à fait disposé à ressentir les charmes de la nature et parfaitement capable d'exprimer son admiration ».
Plus loin, certes sous une forme conditionnelle, elle laisse Fanny rêver à ce qu'elle aurait pu faire pour sa famille, sa sœur Susan plus spécialement, « s'il lui avait été possible de répondre à l'estime de Mr Crawford ».
Mais ce n'est qu'après sa chute, lorsqu'il n'a plus aucune chance d'être reçu à Mansfield Park, qu'est évoquée clairement la possibilité d'un autre dénouement, « si »...
S'il avait persisté dans la réformation de sa conduite, s'il « avait agi comme il en avait l'intention, comme il savait qu'il aurait dû, en se rendant directement à Everingham en revenant de Portsmouth, il aurait pu choisir une heureuse destinée ». (« Had he done as he intended, and as he knew he ought, by going down to Everingham after his return from Portsmouth, he might have been deciding his own happy destiny. »).
Car Jane Austen estime qu'il avait le choix (« il savait qu'il aurait dû ») et qu'il est responsable de ses choix. Elle l'a doté d'intelligence, de capacité d'introspection, de générosité et de cœur. Mais sa conversion est tardive et superficielle (à la différence de celle de Darcy, qui prend très au sérieux les reproches d'Elizabeth et fait l'effort de s'amender, alors qu'il n'a que très peu de chance de la revoir). De même, les qualités qu'admire son entourage, ses manières « gaies et pleines d'entrain », ne sont qu'illusions et reflets, puisque, acteur incomparable, il est capable, comme il le montre en lisant brillamment des extraits de Henry VIII, de jouer tous les rôles (« le roi, la reine, Buckingham, Wolsey, Cromwell ») et d'exprimer tous les sentiments (« la dignité, l'orgueil, la tendresse, le remords, tout ce qu'il fallait exprimer ») à la perfection. Sa courtoisie, sa politesse ne sont que des masques vides : il n'a aucune vie intérieure, aucune connaissance de soi et avoue avoir besoin d'être guidé pour savoir ce qui est bien. Il se tourne vers Fanny, quête son avis et son approbation, alors qu'elle considère qu'il suffit d'écouter sa conscience : « nous avons tous en nous-mêmes un bien meilleur guide que pourrait l'être n'importe qui d'autre, si nous voulons bien l'écouter ». Il entend bien les critiques qu'elle lui fait à diverses occasions en dépit de son manque d'assurance et de confiance en soi, en reconnaît volontiers la justesse, mais, comme les autres, il ne la prend pas assez au sérieux.
« Could he have been satisfied with the conquest of one amiable woman’s affections, could he have found sufficient exaltation in overcoming the reluctance, in working himself into the esteem and tenderness of Fanny Price, there would have been every probability of success and felicity for him. His affection had already done something.  Her influence over him had already given him some influence over her. Would he have deserved more, there can be no doubt that more would have been obtained; especially when that marriage had taken place, which would have given him the assistance of her conscience in subduing her first inclination, and brought them very often together.  Would he have persevered, and uprightly, Fanny must have been his reward — and a reward very voluntarily bestowed — within a reasonable period from Edmund’s marrying Mary. »
« S'il s'était borné à vouloir conquérir l’affection d’une femme aimable, s'il s'était satisfait de triompher de la réticence, de gagner l’estime et la tendresse de Fanny Price, il aurait eu toutes les chances de réussir et d'être heureux. Son affection pour elle avait déjà obtenu quelque chose. L'influence qu'elle avait sur lui, lui avait déjà donné quelque influence sur elle. S'il avait eu davantage de mérites, il n'y a aucun doute qu'il aurait obtenu davantage ; en particulier quand aurait été célébré ce mariage qui aurait donné [à la jeune fille] l'appui de sa conscience pour vaincre son premier penchant et les aurait très souvent réunis. S’il avait persévéré, et maintenu sa bonne conduite, Fanny aurait été sa récompense, et une récompense accordée de son plein gré, dans un délai raisonnable après le mariage d'Edmund et Mary. »
Mais que serait-il advenu de l'équilibre et de la santé morale du petit monde de Mansfield Park si Jane Austen avait laissé Edmund succomber aux charmes de Mary, et Fanny à l'insistance persuasive de Henry, se demande Tony Tanner, connaissant « l'énergie tous azimuts, le goût pour le mouvement sans entraves morales, la conscience obscurcie de ces mondains au cœur hypocrite » ?

## Postérité du personnage

### Jugements et interprétations modernes

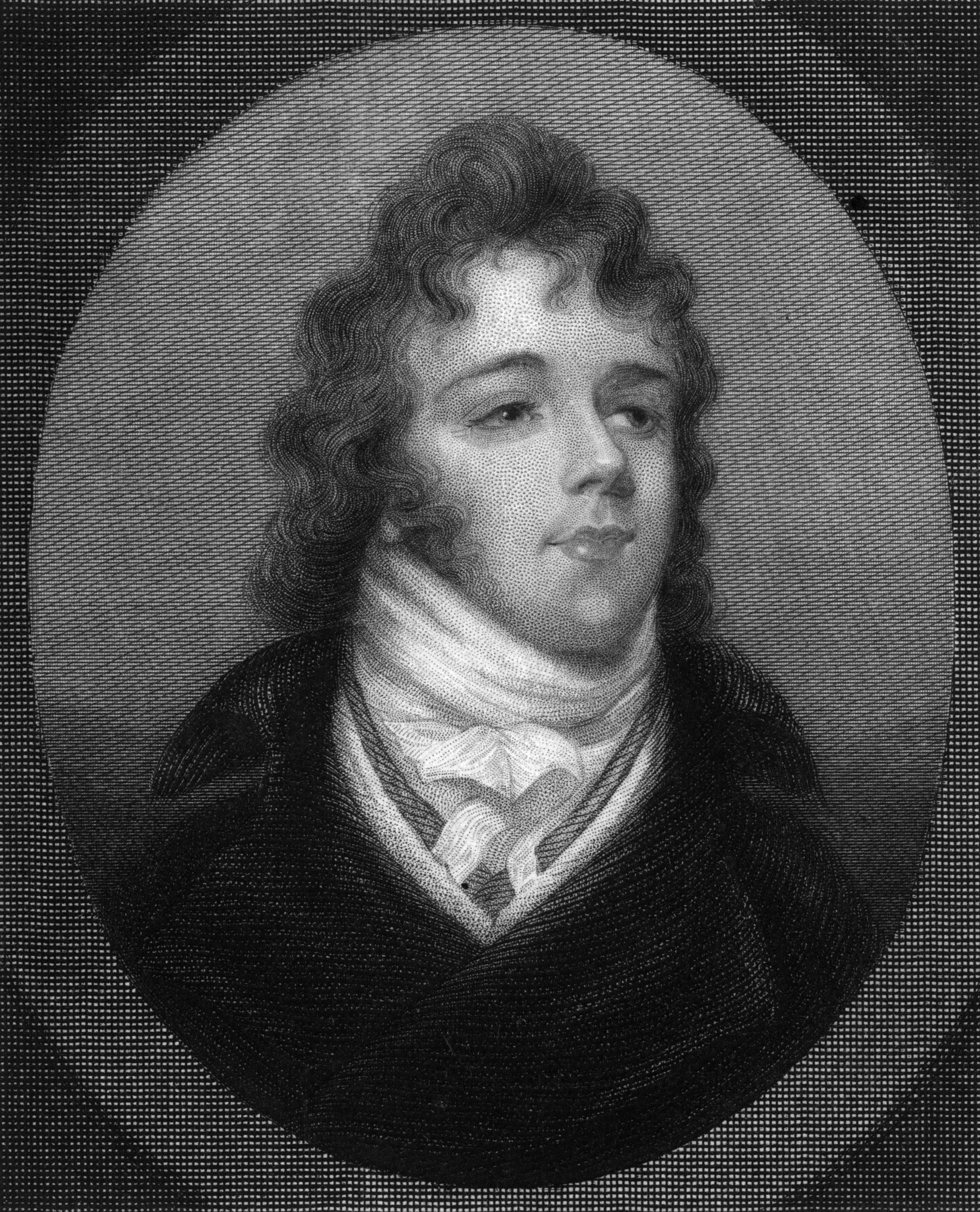
Beau Brummell, le modèle des dandys, à défaut d'être celui de Crawford.

Beaucoup de lecteurs modernes ainsi qu'un certain nombre de critiques littéraires n'acceptent pas la condamnation sans appel des Crawford et regrettent le sort que leur fait Jane Austen. Pour Mary Waldron, par exemple, Fanny est responsable, à cause de sa trop grande pruderie, de la faute et de la faillite morale de Henry. Elle suppose qu'il ne se serait jamais enfui avec Maria si Fanny ne lui avait pas si déraisonnablement résisté. Elle reprend à son compte les reproches que Mary Crawford fait à Fanny et qu'elle exprime avec colère à Edmund lors de leur dernière rencontre à Londres : « Pourquoi n'a-t-elle pas voulu de lui ? Tout est de sa faute […] Si elle l'avait accepté, comme c'était son devoir […] Henry aurait été trop heureux et trop occupé pour s'intéresser à quelqu'un d'autre. Il ne se serait pas donné du mal pour se retrouver en bons termes avec Mrs Rushworth. Tout se serait terminé par un badinage, quelque chose d'habituel, de régulier, au cours des rencontres annuelles à Sotherton et Everingham ».
Nous sommes aujourd'hui trop facilement séduits par les personnages subversifs, déplore pour sa part Colleen Sheehan, qui fait remarquer qu'avec les Crawford Jane Austen reprend et développe des thèmes qu'elle avait commencé à explorer dans Lady Susan, en particulier celui de la manipulation. Elle en fait des personnages totalement amoraux, dominateurs, déterminés à pervertir à leur profit et pour leur plaisir les règles morales traditionnelles. Elle connaissait Londres, ayant souvent séjourné chez son frère Henry et s'intéressait, ses lettres en font foi, aux scandales qui éclataient dans la société huppée à la moralité assez relâchée dont les Crawford sont les représentants. Elles n'ignorait pas ceux qui entouraient le Prince-Régent, dont les journaux du temps se faisaient l'écho et dont elle parodie le style dans l'article qui annonce le « matrimonial fracas dans la famille de Mr R. de Wimpole Street ».
Joan Freilich, pour sa part, relève que Henry Crawford a le comportement du parfait dandy. D'autres personnages des romans de Jane Austen ont ce style « dandy » caractéristique de la Régence : Robert Ferrars, Sir Walter Elliot, si vains et imbus de leur personne, voire Franck Churchill qui justifie un déplacement à Londres par la recherche d'un coiffeur à la mode. Dans Mansfield Park, Tom Bertram et l'Honorable John Yates son ami, ont aussi des allures de dandys. Si Jane Austen ne dit rien des tenues de Crawford, elle dépeint son comportement, le présentant comme « un dandy égoïste, qui, à l'occasion, parle français, envahit Mansfield, et ensuite plastronne à Portsmouth », le lieu le plus emblématique de la guerre avec la France explique Joan Freilich. Pour Roger Sale, il y a même du Brummell dans ce personnage : outre les fréquentes allusions à son habitude de s'incliner avec une élégance parfois moqueuse, ses manières oscillent entre l'aisance de l'homme du monde et la pose théâtrale. Certaines de ses remarques impromptues ont le même genre d'arrogance, et il frise toujours l'insolence.

### Sur les écrans
Mansfield Park n'a été porté que trois fois à l'écran, avec trois interprétations assez différentes de Henry Crawford.
- Une série en six épisodes de la BBC, Mansfield Park, 1983, avec Robert Burbage
- Un film de Patricia Rozema, Mansfield Park, 1999, avec Alessandro Nivola
- Un téléfilm de 95 min diffusé sur ITV, Mansfield Park, 2007, avec Joseph Beattie

#### Mansfield Park, 1983
La série de 1983 présente un Crawford considéré comme plutôt fidèle au personnage du roman, même si l'on peut reprocher à Robert Burbage de ne pas être assez fascinant ni convaincant dans le rôle de l'amoureux de Fanny.

#### Mansfield Park, 1999
En revanche, dans son Mansfield Park, Patricia Rozema fausse les perspectives : tout en gardant la fin choisie par Jane Austen, elle ajoute dans l'épisode à Portsmouth des moments de connivence entre Henry et Fanny, et une scène où Fanny, moralement épuisée, accepte de l'épouser avant de revenir, le lendemain, sur sa promesse. Si Henry retombe dans ses mauvaises habitudes, c'est donc à cause de l'inconstance de Fanny à son égard. D'ailleurs Alessandro Nivola joue un Crawford bien moins flamboyant que celui du roman, plus sérieux, plus réservé, silencieux et tendre que le personnage original. Certes, c'est un libertin, mais il ne semble pas vraiment cynique ni ambitieux, même si Fanny le considère comme un « débauché » et un « acteur » ; il se montre passionné et généreux, paraît réellement amoureux d'elle. Profondément blessé par son revirement, il cède aux désirs de Maria, à Mansfield Park même, où tout le monde est réuni lors de la maladie de Tom, et c'est Fanny qui, muette d'horreur, les découvre accidentellement. Cette interprétation « épicée » et résolument féministe ne tient pas vraiment compte de la thématique du roman et de ses perspectives morales.

#### Mansfield Park, 2007
La longueur réduite de cette version (95 min) peut expliquer l'accélération et la simplification de l'intrigue. En outre, elle relève du woman's film ou chick flick, privilégiant l'intrigue sentimentale (l'amour inconditionnel de Fanny pour Edmund) et diminuant l'importance de la question morale, en particulier dans les relations entre Fanny et Henry. Les Crawford, venant de Londres, symbolisent l'intrusion dans Mansfield du monde extérieur où se passent les événements dangereux. Ils arrivent en conquérants, discutant de la stratégie à suivre pour se faire une place dans la famille. Henry fait le joli cœur auprès de Julia et de Maria. Il reconnaît qu'il est un acteur, qui peut « être à la fois tout et n'importe quoi ». Pendant la répétition de Serments d'amoureux, la chute accidentelle du rideau le révèle flirtant outrageusement avec Maria. Présent au mariage de cette dernière, il la regarde partir avec un sourire de connivence en levant son verre, alors qu'elle lui jette un coup d'œil en montant dans la calèche qui doit l'emmener.
Lorsqu'il annonce à sa sœur qu'il veut courtiser Fanny, elle trouve cela grotesque, avant de reconnaître qu'il est possible « qu'un peu d'amour lui fasse du bien ».
Fanny ne semble pas porter de jugement moral sur l'homme qui a joué avec les sentiments de ses cousines, et, lorsqu'il demande sa main, elle considère plutôt cela comme une plaisanterie, le traitant franchement d'hypocrite : « Je vous ai déjà vu agir ainsi auparavant ». Henry continue cependant à se montrer attentif, promet qu'il ne l'oubliera pas. Dans cette version, Fanny n'est pas renvoyée à Portsmouth, mais laissée seule à Mansfield quand les Bertram partent en villégiature, et Henry vient l'y rejoindre un jour. Leur rencontre, plutôt amicale, se termine par un assez illogique presque baiser. Mais quand il lui demande d'être son guide, elle refuse, car « nous avons tous nos meilleurs guides en nous ».
Lorsqu'on apprend que Maria se compromet puis s'est enfuie avec lui, Mary ne reproche aux amants que leur manque de discrétion, sous-entendant que si Henry avait épousé Fanny, « son aventure serait restée au stade d'un simple flirt ».